# Gare de Simferopol
La gare de Simferopol est une gare ferroviaire de la ville de Simferopol en république de Crimée.

## Histoire
Le bâtiment actuel de la gare est dû à l'architecte Alexeï Douchkine.

## Service des voyageurs

### Intermodalité
Le trolleybus de Crimée relie Yalta à Alouchta et à la gare de Simferopol.